# Manahune
Manahune (in tahitiano) o Menehune (in hawaiano) rappresentano la classe inferiore delle popolazioni polinesiane.
Étienne Jaussen traduce la parola come "plebei", James Cook come "classe media", per Joseph Banks sono i "vassalli", per Johann Reinhold Forster sono i "proprietari terrieri", mentre per Edmond de Bovis sono il popolo senza la terra e James Morrison li chiama "affittuari". 
William Bligh li definisce "cittadini", William Ellis "gente comune", ancora Edmond de Bovis "proletari", per Jacques-Antoine Moerenhout erano palesemente la classe inferiore.
Nei miti hawaiani i Menehune erano dei nani.

## I primi colonizzatori
I miti delle Samoa parlano di un'antica popolazione che viveva su quelle isole prima che vi arrivassero i discendenti di Tangaloa, il dio supremo creatore, e che sarebbe nata da vermi prodotti da una liana in putrefazione.
Benché il mito li faccia nascere sul posto, verosimilmente questo si riferisce ai primi navigatori che si imbarcarono sulle isole della Polinesia, prima dei colonizzatori detti "storici", cioè quelli nobilitati dalle tradizioni, i cui nomi di persona sono cantati nelle cronache, e quei pochi ricordi che sopravvissero sono stati trasfigurati e falsificati nei miti dei periodi successivi. I vari cronisti polinesiani diedero onore ai capi di quei coloni di cui si affermavano discendenti, pur ammettendo che varie isole erano già abitate prima dell'arrivo dei loro progenitori.
Questi primi colonizzatori erano polinesiani, ma appartenenti a classi inferiori, e verosimilmente erano i primi costretti a migrare in caso di aumento della popolazione e concomitante riduzione delle risorse alimentari. Migrazioni forzose erano comuni, come narrano gli storici indigeni, e logisticamente diverse da quelle invece organizzate dai re e celebrate nelle gesta eroiche: tali migranti non potevano portare con sé abbastanza cibo, piante commestibili e animali domestici. Si ipotizza, quindi, che i più antichi abitanti delle isole polinesiane erano gli umili, i deboli, gli esuli, poco dotati economicamente e quindi anche poco dotati fisicamente rispetto alle classi superiori. La prestanza fisica e l'alta statura per cui il capo si distingue dalla persona di rango inferiore sono dovute anche al diverso regime alimentare concesso all'uno e all'altro. Non c'è dunque da meravigliarsi che nelle cronache spesso sono definiti come "nani", facilmente sottomessi dalla gente meglio dotata sopravvenuta successivamente.

## Tahiti
La prima terra creata fu Havai'i (Ra'iatea). Nel centro religioso di Opoa, all'imminenza di una cerimonia religiosa, i sacerdoti imposero al popolo numerose proibizioni e tabù coercitivi. Una ragazza chiamata Tere-he (Colei che va alla deriva per aver peccato), indemoniata, si impossessò dello spirito di un'anguilla gigante che distrusse le fondamenta della terra e un pezzo di Havai'i iniziò a galleggiare e ad andare alla deriva verso est. I nobili, i sacerdoti e gli dèi non interruppero i loro sacri riti, ma Tu, il dio artigiano, s'incaricò della sorte di questa terra. Vari isolotti si staccarono, prima che la porzione maggiore (Tahiti) non si fermasse: erano state create le Isole del Vento. Terminata la sua missione, Tu tornò a Opoa, e quindi a Tahiti non c'erano né capi né dei, rimasti tutti a Havai'i. La prima popolazione di Tahiti furono i Manahune e l'isola si chiamò Tahiti-manahune, Tahiti dei plebei. Le leggende narrano che nove generazioni dopo, il vento portò gli dèi di Opoa e allora la gente scappò, andò a rifugiarsi nelle caverne. Gli dèi impostarono un dominio tirannico, ma poi prestarono ascolto alle implorazioni degli uomini di non distruggerli e tornò l'armonia.
Dal racconto mitico risulta evidente che a Havai'i, in seguito a un periodo di vessazioni da parte del clero e dei nobili, i Manahune si ribellarono in maniera violenta e si susseguirono periodi di repressione e di lotta. Un gruppo di Manahune, adoratori del dio Tu si imbarcarono sulle canoe e raggiunsero una nuova patria.

## Hawai'i
I viaggi di esplorazione e colonizzazione tra Tahiti e le Hawai'i sono ricordati in gran numero nelle cronache e si sviluppavano nei due sensi, fino a che gli hawaiani pian piano non persero l'interesse ai legami con la patria lontana, limitandosi al piccolo cabotaggio. Nelle storie si ricorda come i progenitori, giunti sulle isole, le trovarono già abitate dai discendenti di Hawai'i-loa, il popolo dei Menehune. I miti che li riguardano sono concentrati a Kauai, probabilmente perché furono costretti ad abbandonare, una dopo l'altra, le isole dell'arcipelago, fino a che non si concentrarono a Kauai.
A Nihoa e a Necker, probabilmente gli ultimi capisaldi dei Menehune, forse mai raggiunti dagli altri polinesiani, sono stati trovati dei templi a piattaforme simili ai modelli di Tahiti, là attribuiti ai Manahune.
Nei racconti di Kauai i Menehune sono ricordati come artigiani abilissimi, come peraltro a Tahiti ricorda la loro devozione al Grande Artigiano Tu. Si dice che costruissero i templi in una sola notte. Un capo di Hawai'i mise al lavoro un gruppo di Menehune e li pagò con un solo gamberetto d'acqua dolce, a sottolineare la capacità dei Menehune di sfruttare al meglio le risorse del territorio per il proprio sostentamento. A Kauai si segnala ancora oggi il Kikiaola o fossato dei Menehune, un acquedotto per l'irrigazione visibile a Waimea, un'opera architettonica unica in tutta la Polinesia.
Nell'isola di Kauai furono trovati nei siti archeologici dei pestelli in pietra, detti "ad anello" e "a staffa". Secondo Peter Henry Buck i primi sarebbero da attribuirsi ai Menehune, che il inventarono per pestare i frutti del pandano, mentre i secondi sono più tardi, da correlare alle popolazioni successive, che portarono la coltivazione del taro.

## Isola di Pasqua
Poiché il re Hotu-matua sognò una nuova e fertile terra, ordinò a sei giovani di andare a ispezionare e prendere possesso dell'isola: questi andarono e tornarono vincitori. I racconti non parlano di un popolo preesistente, ma la durata e l'aleatorietà del viaggio è difficilmente compatibile con l'andata e il ritorno dei sei ragazzi. È possibile che in questa scarna ricostruzione si tramandasse la colonizzazione a più riprese dell'isola, avvenuta anche qui, inizialmente, ad opera dei Manahune.
Se in molte cose la cultura dell'isola di Pasqua ha molti richiami con quella dell'intera Polinesia, è palese a tutti gli studiosi quante cose sono andate perse e dimenticate nel lungo tragitto che queste genti dovettero affrontare nell'oceano Pacifico: animali domestici, piante commestibili, dèi ed eroi e quant'altro, tutto il bagaglio culturale fu ridimensionato, ma solo per rinascere successivamente nella sua originalità pasquense.
I racconti riguardanti gli Orecchie-corte e gli Orecchie-lunghe e le loro lotte intestine, potrebbero riferirsi a due gruppi di colonizzatori giunti all'isola in due ondate differenti, delle quali forse la prima era costituita dai Manahune: furono infatti gli Orecchie-corte a costruire, sotto il comando degli Orecchie-lunghe, i famosi Moai, in accordo con la tanto decantata arte dei Manahune/Menehune delle altre isole polinesiane. 
Te Rangi Hīroa sostiene però un'altra ipotesi, cioè che gli uomini che si foravano le orecchie provenissero dalle isole Marchesi, dove c'erano questi ornamenti, mentre gli altri da Mangareva dove non vi era tale usanza: isole queste, non scelte a caso, ma da dove gli studiosi suppongono possano essere partiti i futuri pasquensi. Gli abitanti delle Marchesi scolpivano grandi statue di pietra e costruivano mura di pietra, mentre gli abitanti di Mangareva non facevano né l'una né l'altra cosa. I racconti dicono che scoppiò una guerra tra le due fazioni, che verosimilmente si erano appropriate di due porzioni distinte dell'isola.

## La classe inferiore
Oltre a caratterizzare i Manahune in termini sociali, alcuni scrittori li hanno distinti dagli ariki in termini etnici, poiché al di fuori dei dialetti delle Isole della Società non è un nome di classe, ma di etnia. Un ulteriore diatriba riguarda, come accennato nell'introduzione, il possesso della terra: per alcuni autori erano proprietari, per altri affittuari, per altri ancora erano "senza terra". Nelle società tahitiane la maggior parte del territorio, terrestre e marittimo, era detenuto in proprietà divisa, sebbene soggetta a limitazioni occasionali esercitate in modo abbastanza legittimo da altre persone superiori. Johanna Marau Taʻaroa a Tepau Salmon scrisse che fu permesso loro di avere delle strade che dai loro territori li portassero al mare, in modo che potessero pescare. Furono chiamati "gli abitanti delle montagne", erano i taglialegna, i coltivatori di taro, i pescatori di anguille e pesci d'acqua dolce per la famiglia reale, i sacerdoti, i nobili. Erano i canoisti degli ariki, erano i guerrieri in tempo di guerra. Erano i domestici dei loro signori, che però potevano cambiare capo e andare in un altro distretto. Non erano necessariamente solo schiavi, alcuni sono ricordati per aver assunto cariche e funzioni sacerdotali: un capo di una congregazione di Manahune non era meno sacerdote di una congregazione di ariki, sebbene il nume tutelare di quest'ultima era sicuramente più potente, ma ci sono indicazioni che erano i praticanti rituali di maggior successo in questa occupazione sacra.
Non si potevano accettare matrimoni tra ariki e Manahune.
La classe dei tītī, i prigionieri di guerra, tra le cui file venivano prese le vittime per i sacrifici umani era differenziata dai Manahune.